# Liste der Fließgewässer im Flusssystem Mud

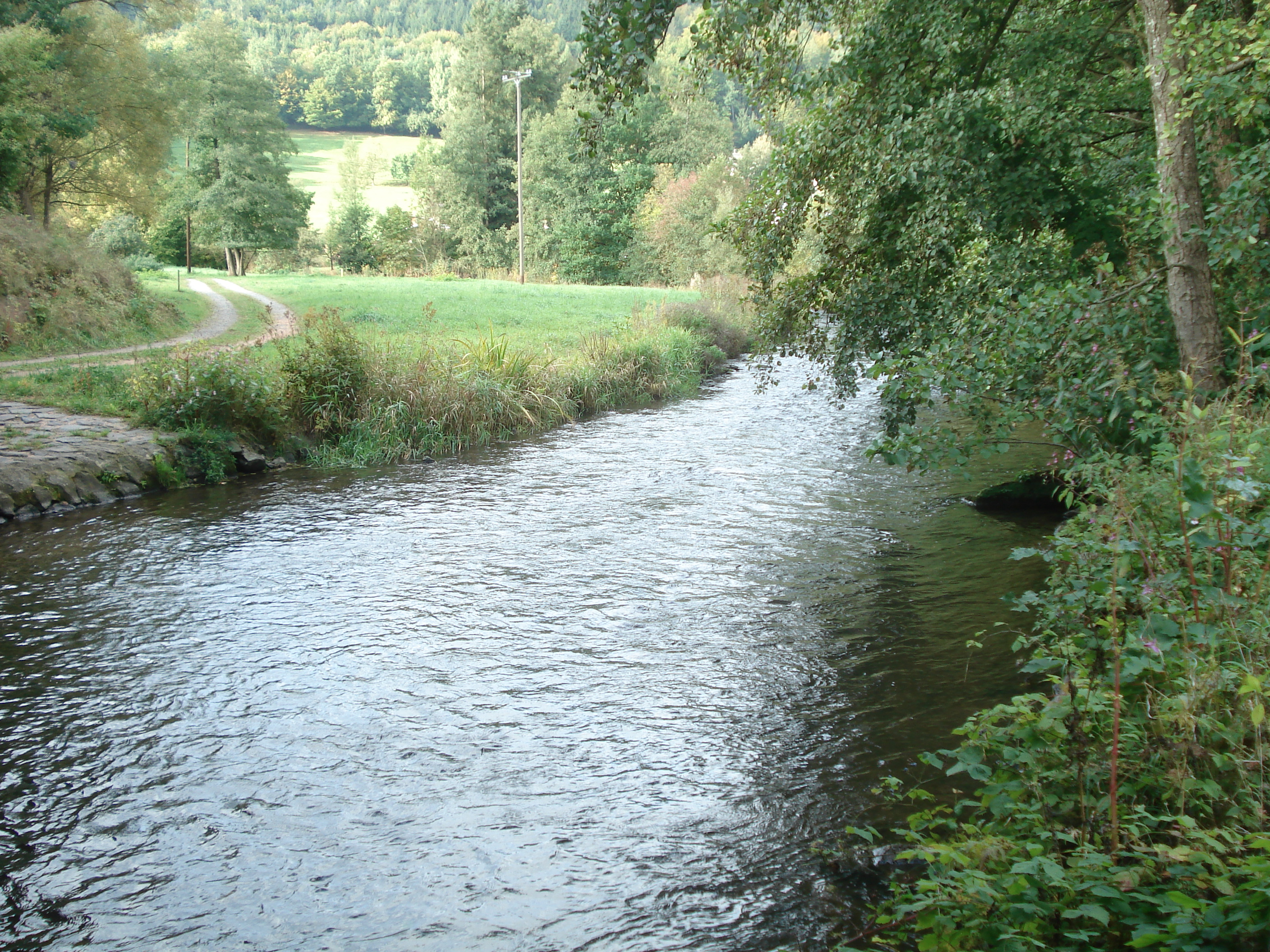
Die Mud in Weilbach

Die Liste der Fließgewässer im Flusssystem Mud umfasst alle direkten und indirekten Zuflüsse der Mud, soweit sie namentlich auf der Topographischen Karte 1:10000 Bayern Nord (DK 10), im Kartenservicesystem des Bayerischen Landesamts für Umwelt (LfU) oder in der Gewässernetzkarte des LUBW aufgeführt sind. Namenlose Zuläufe und Abzweigungen werden nicht berücksichtigt. Wenn sich der Gewässername nach dem Zusammenfluss zweier Gewässerabschnitte ändert, werden die beiden Zuflüsse als Quellzuflüsse separat angeführt, ansonsten erscheint der Teilbereichsname in Klammern. Die Längenangaben werden auf eine Nachkommastelle gerundet. Die Fließgewässer werden jeweils flussabwärts aufgeführt. Die orografische Richtungsangabe bezieht sich auf das direkt übergeordnete Gewässer. Teilflusssysteme mit mehr als 20 Fließgewässern sind in eine eigene Liste ausgelagert (→ Flusssystem).

## Mud
Die Mud ist ein 25,3 km langer linker Zufluss des Mains. 
Die Mud wird am Oberlauf Mudbach und am Mittellauf Mudau genannt.

## Zuflüsse
Direkte und indirekte Zuflüsse der Mud
Daten bei bayerischen Gewässern nach dem Verzeichnis der Bach- und Flussgebiete in Bayern – Flussgebiet Main des Bayerischen Landesamtes für Umwelt, Stand 2016 (PDF; 3,3 MB), bei hessischen nach dem Gewässerkartendienst des Hessischen Ministeriums für Umwelt, Klimaschutz, Landwirtschaft und Verbraucherschutz (Hinweise)
- Sotteich (rechts) 0,7 km
- Strüht (links) 2,0 km
- Donebach (links) 2,8 km, 5,72 km²
  - Brügelgraben (rechts), 1,5 km

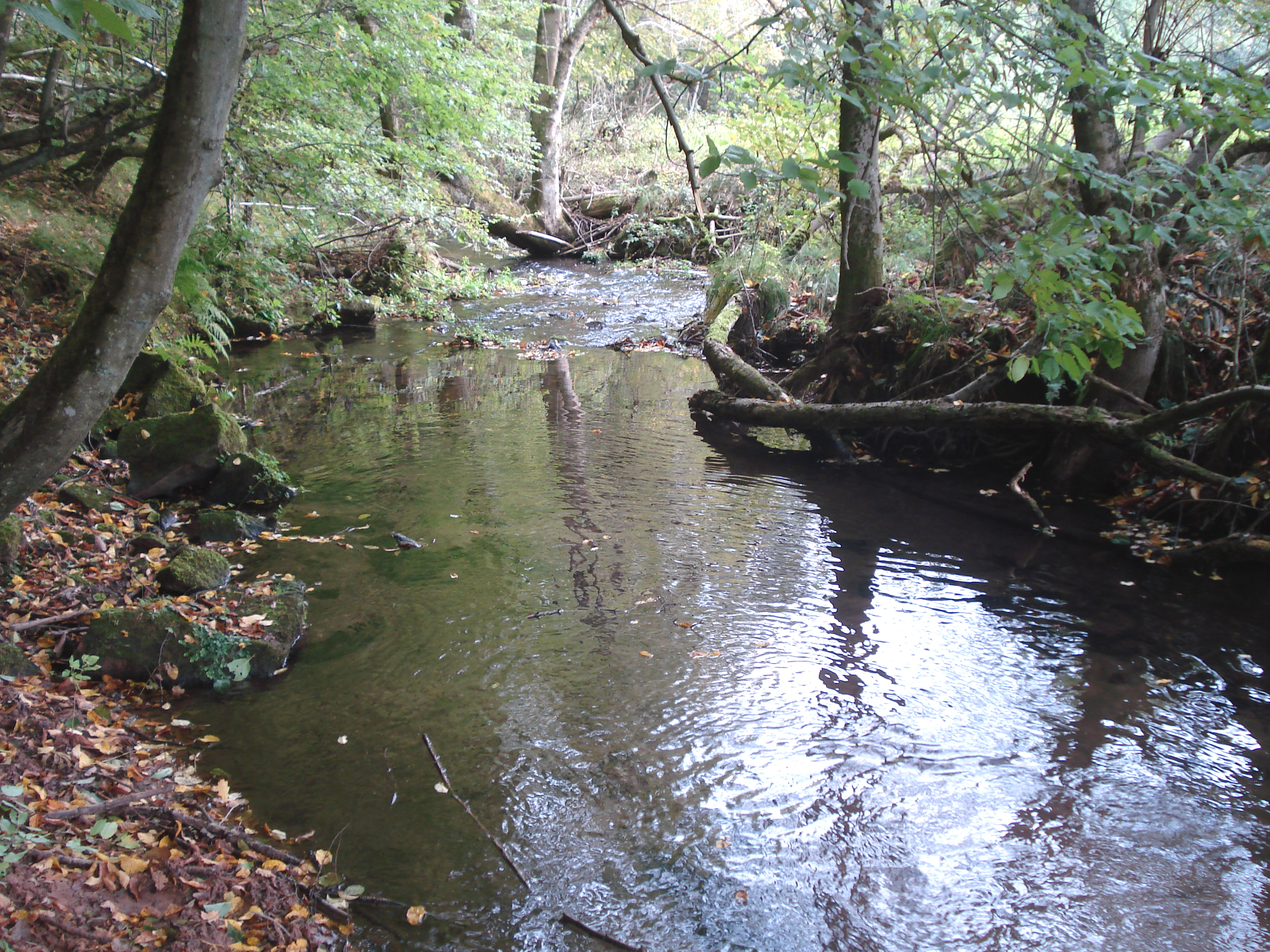
Der Gabelbach

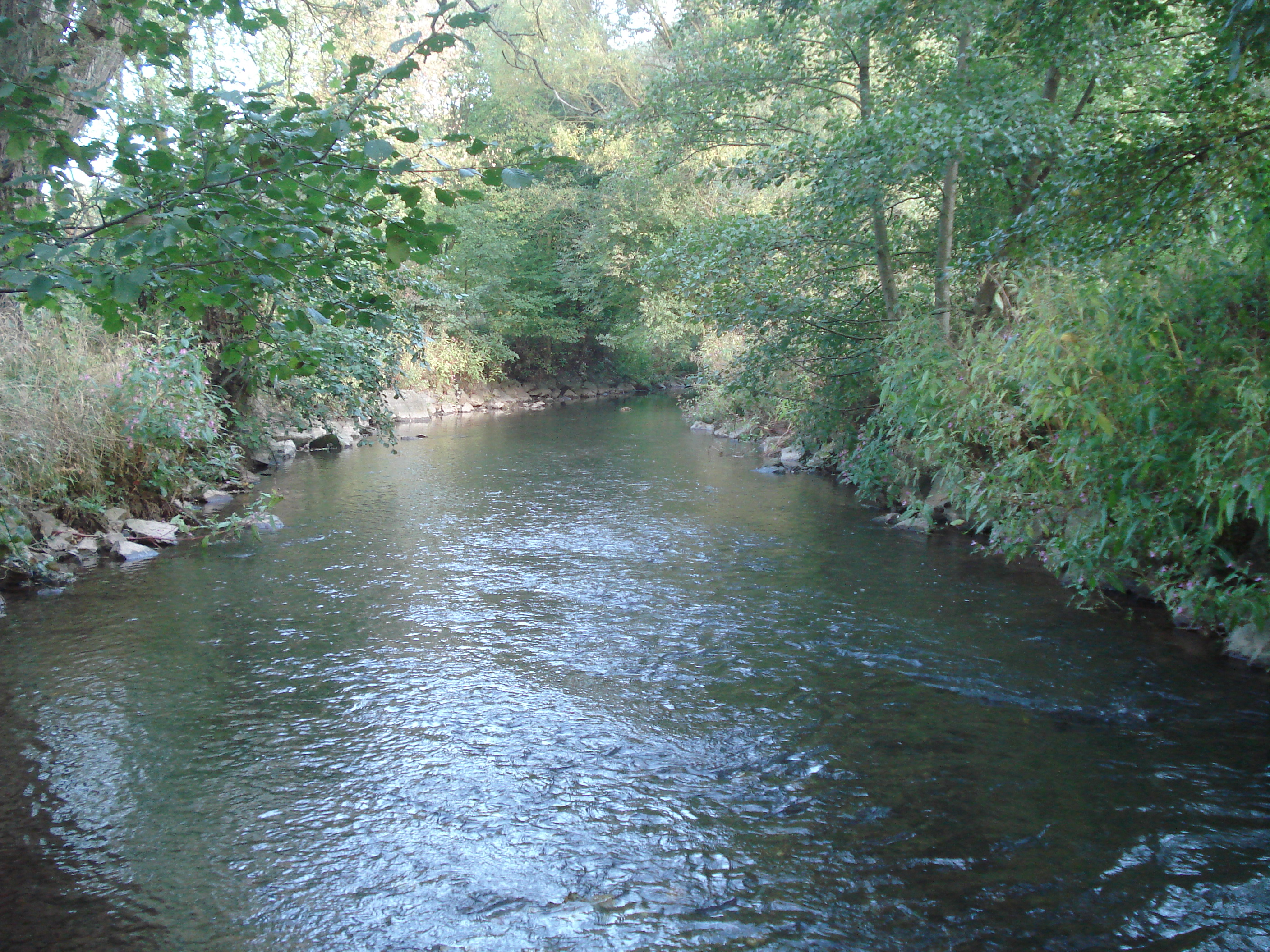
Der Billbach

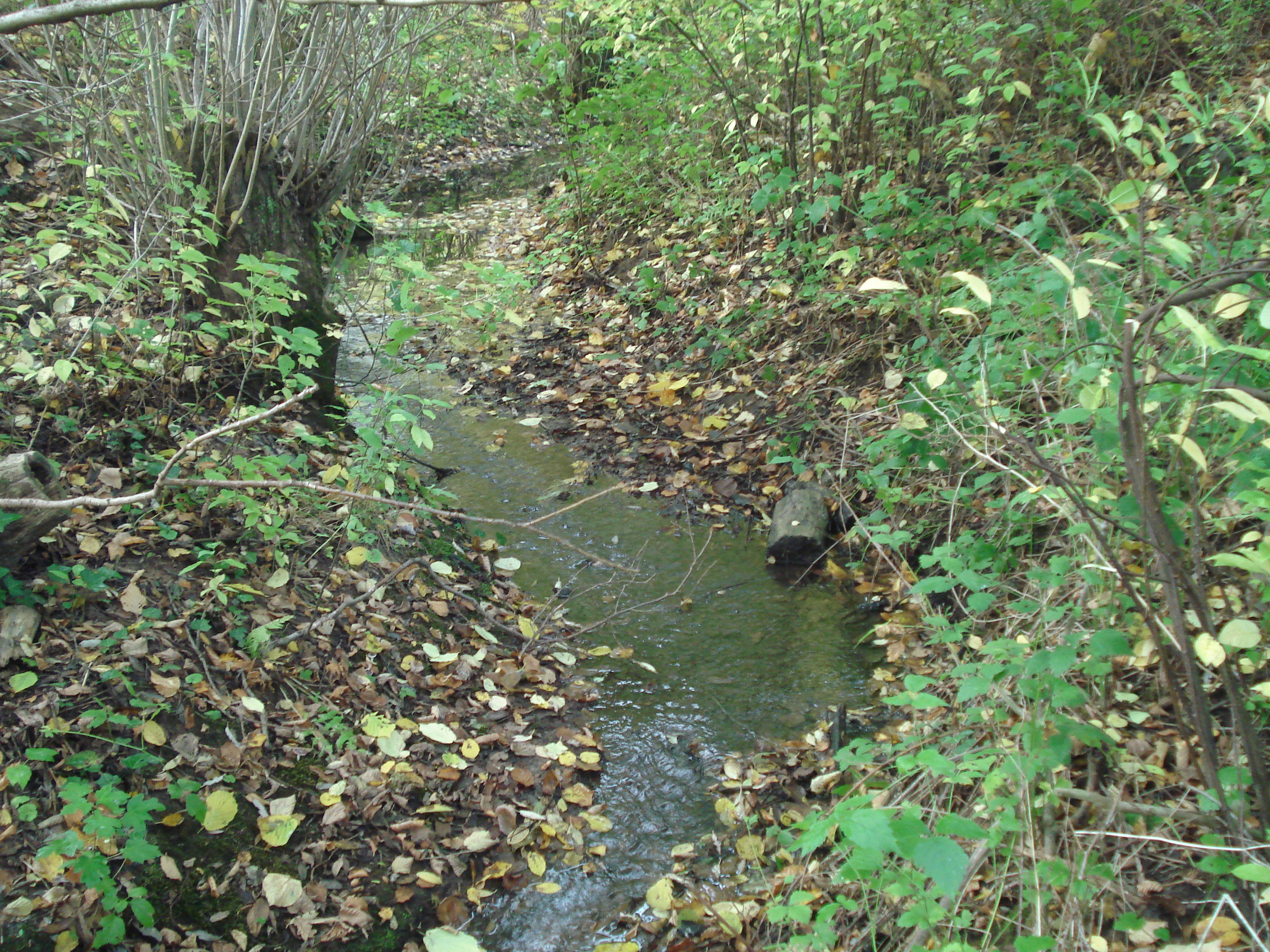
Der Otterbach

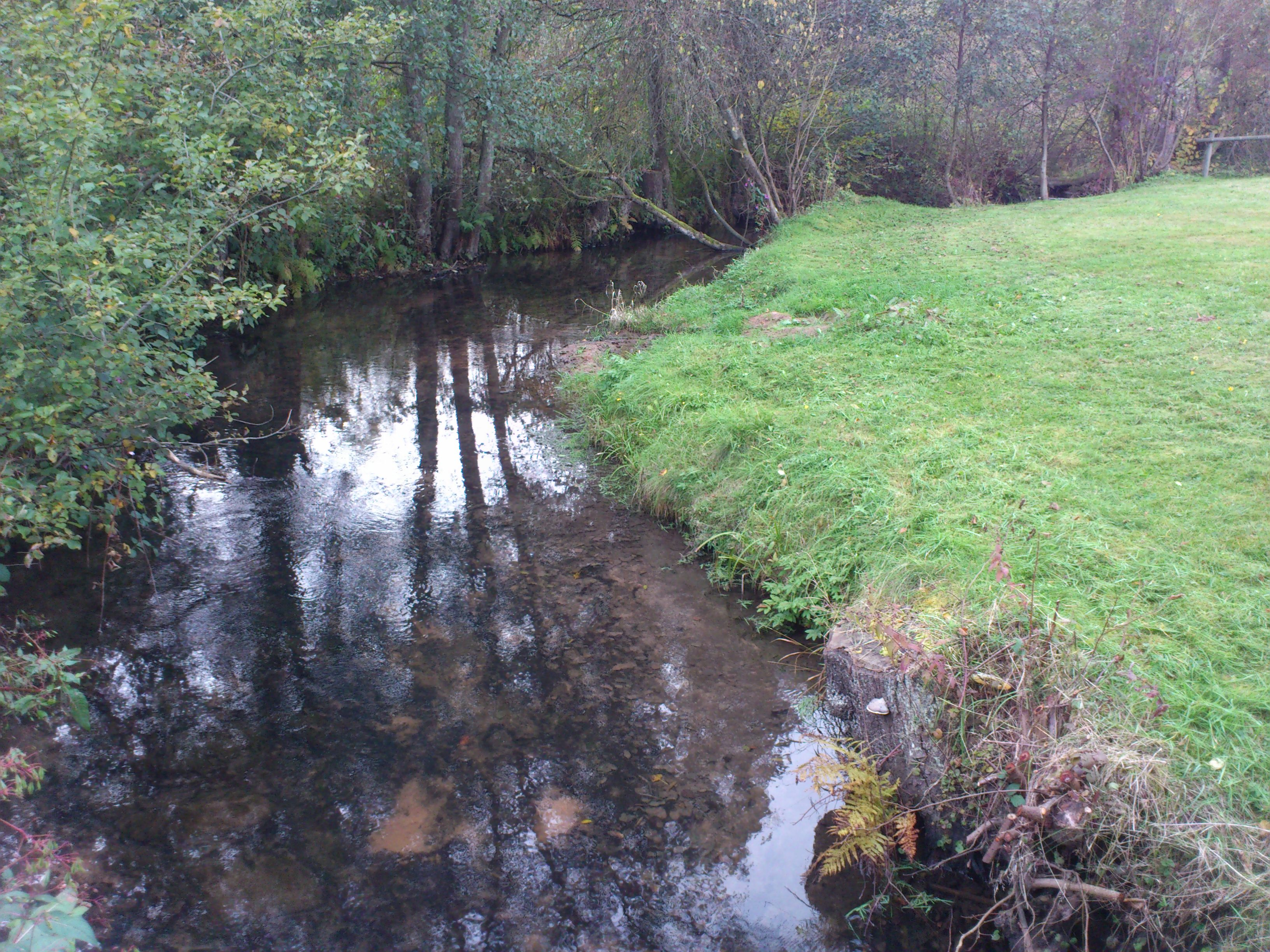
Der Ohrenbach

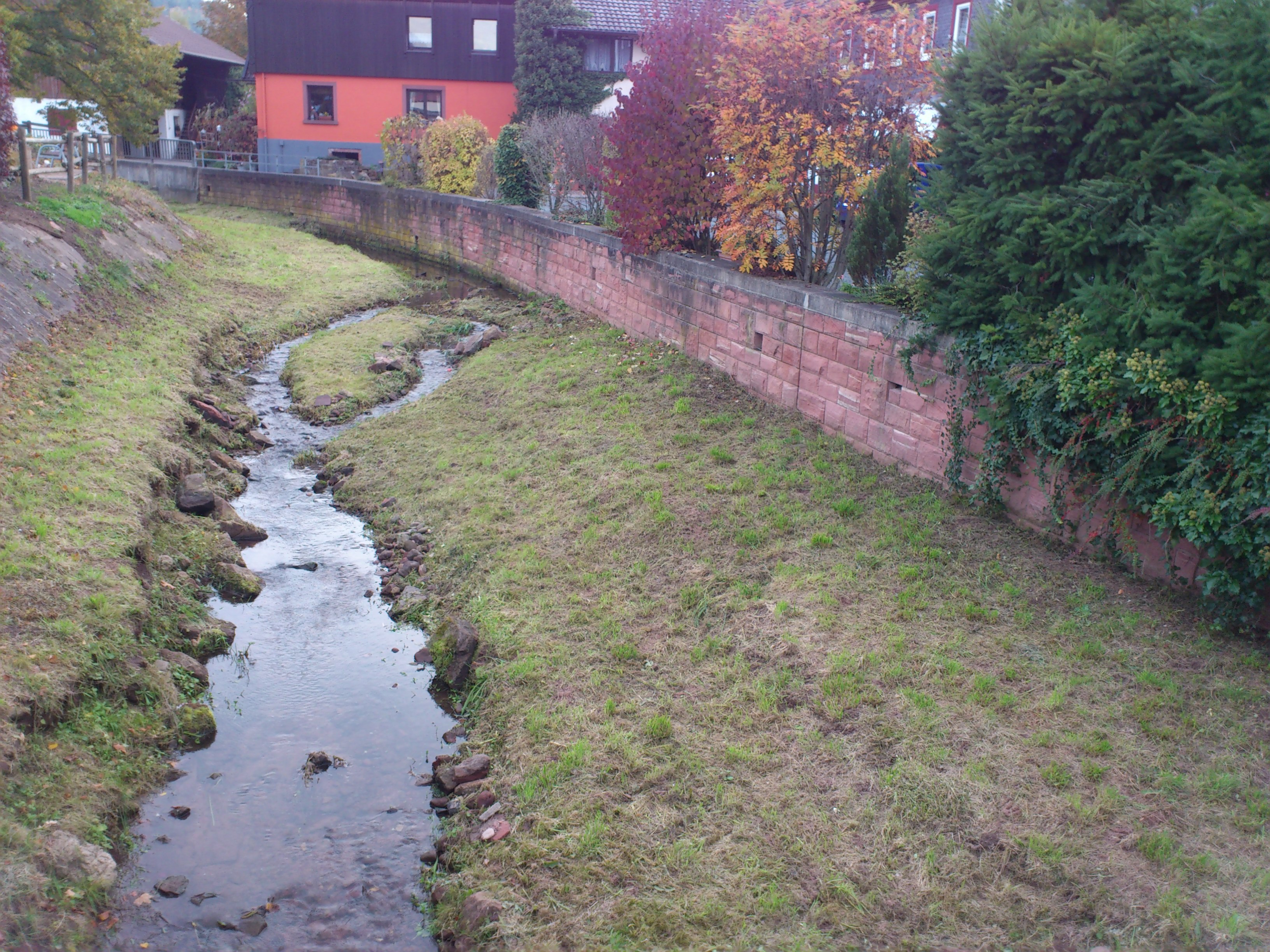
Der Weilbach

- Inglatstalgraben (links) 2,6 km, 3,59 km²
- Zeibertsklinge (links) 1,2 km
- Gabelbach (links) 8,3 km (mit Breitenbach 15,6 km), 84,12 km²
  - Breitenbach (linker Quellbach), 7,3 km, 18,61 km²
    - Bach aus dem Kastaniental[1] (rechts)
    - Dörnbach (links)

  - Teufelsbach (rechter Quellbach), 5,7 km, 16,43 km²
    - Gelmichsklinge (rechts)

  - Klinge (rechts)
  - Schwarzheckenklinge (links)
  - Waldbach (Mangelsbach) (links) 10,9 km, 27,55 km²
    - Heinstermühlbach (rechts)
    - Wilbesbach (Wilbesbrunnen[1]) (rechts)
    - Breitenbucherklinge (rechts)
    - Wolfsklinge[1] (rechts)
    - Lausklinge[1] (rechts)

  - Talgraben (links)
- Billbach (rechts), 24,6 km, 188,87 km² → Flusssystem
- Otterbach (Amorbach) (links) 5,0 km, 10,75 km²
  - Bach aus dem Langental (links)
- Ohrenbach (links) 13,4 km, 50,96 km²
  - Heppelgraben[2] [GKZ 2472612] (rechts), 1,6 km
  - Vielbrunner Bach (rechts), 2,2 km
  - Walbertsbach (rechts), 0,5 km[3]
  - Holdengrund (rechts), 0,5 km[3]
  - Katzenlochgraben[1] (rechts), 1,9 km[3]
    - Gönzer Lochgraben[1] (rechts)

  - Ernstbrunngraben (links), 1,3 km[3][4]
  - Gönzbach (Gönz) (rechts), 7,8 km, 15,3 km²
    - Gassenbach (rechts)
    - Herrenackerloch (rechts)
    - Kalbengrund (rechts)
      - Mittelgrund (links)

  - Weichtalgraben (links), 2,0 km[3]
  - Stockwiesengraben (rechts), 0,2 km[3]
- Weilbach (Reuenthalbach) (rechts), 6,7 km, 18,46 km²
  - Wenschdorfer Bach (rechts)
  - Monbrunner Bach (rechts)
  - Reichartshauser Bach (links)